# Qasr-e Qand
Qasr-e Qand (farsi قصرقند) è una città e capoluogo dello shahrestān di Qasr-e Qand, circoscrizione Centrale, nella provincia del Sistan e Baluchistan in Iran. Aveva, nel 2006, una popolazione di 10.826 abitanti. 